# ВО «Вінниця»
ВО «Вінниця»  (Вінницька та південні й центральні райони сучасної Хмельницької області).
Командир Омелян Грабець - "Батько"
Курені: «Сторчана» (Лис Іван), «Мамая» та «Буревія».